# Министерство безопасности Российской Федерации
Министерство безопасности Российской Федерации — центральный орган исполнительной власти России, в ведении которого в период с января 1992 по декабрь 1993 находились вопросы обеспечения государственной безопасности.

## История
С 1948 года по 1953 год существовало Министерство государственной безопасности РСФСР.
Министерство безопасности Российской Федерации (МБ РФ, МБРФ; неофиц. сокр. МБ, МБР) было образовано 24 января 1992 года указом Президента Российской Федерации № 42 на базе упраздняемых Агентства федеральной безопасности РСФСР и Межреспубликанской службы безопасности СССР. Создание министерства стало итогом неудачной попытки объединения органов безопасности и органов внутренних дел в единое Министерство безопасности и внутренних дел РСФСР в декабре 1991 года. Временное положение о министерстве было утверждено тем же указом № 42, а структура утверждалась самим министерством. Территориальные органы госбезопасности в краях и областях (бывшие УКГБ и УАФБ) стали называться управлениями Министерства безопасности Российской Федерации (УМБ), а в республиках — министерствами безопасности. Согласно данному указу, процесс создания МБ РФ должен был завершиться 1 июля 1992 года.
Первоначально в состав МБ РФ входили контрразведывательные, оперативные, технические и аналитические подразделения бывшего Комитета государственной безопасности СССР. В соответствии со штатным расписанием, министру полагалось 8 заместителей, включая одного первого (за всё время существования министерства одна должность заместителя оставалась вакантной), также была образована коллегия министерства из 17 человек. В день создания министерства, 24 января 1992 г., назначены его руководители: министр В. П. Баранников, его первый заместитель А. А. Олейников и 5 заместителей.
12 июня 1992 года на базе войск Комитета по охране государственной границы СССР, созданного в октябре 1991 года при разделении КГБ СССР, были образованы Пограничные войска Российской Федерации, которые организационно вошли в состав МБ РФ. В связи с этим, количество заместителей министра по штату увеличилось до 9 человек, а численность коллегии — до восемнадцати. 15 июня заместителем министра безопасности Российской Федерации — командующим Пограничными войсками Российской Федерации назначен генерал-лейтенант В. И. Шляхтин (8 ноября 1992 г. ему было присвоено воинское звание генерал-полковника). 27 июля 1993 года, после столкновений на таджикско-афганской границе, Шляхтин был освобождён от должности командующего войсками (при сохранении за ним должности заместителя министра), а в августе на его место был назначен генерал-полковник А. И. Николаев.
В тот же день, 27 июля 1993 года, в отставку был отправлен и министр В. П. Баранников (во время событий сентября — октября 1993 г. он был министром безопасности РФ по версии Верховного Совета и и. о. президента Александра Руцкого). На следующий день, 28 июля, исполнение обязанностей министра возложено на первого заместителя Н. М. Голушко.
18 сентября 1993 года указом президента Б. Н. Ельцина Голушко был назначен министром. Однако, это назначение не было рассмотрено Верховным Советом Российской Федерации, как это требовали действовавшие на тот момент Конституция Российской Федерации — России (РСФСР) 1978 года и Закон Российской Федерации от 22 декабря 1992 года «О Совете Министров — Правительстве Российской Федерации».
21 декабря 1993 года Министерство безопасности Российской Федерации было упразднено указом Президента Российской Федерации № 2233, вместо него создана Федеральная служба контрразведки Российской Федерации (ФСК России). И. о. министра безопасности Николай Голушко и ряд его заместителей (Сергей Степашин, Андрей Быков, Евгений Савостьянов и Анатолий Сафонов) сразу же были назначены на аналогичные должности в новой службе, остальные же сотрудники МБ РФ временно зачислялись в штаты ФСК до прохождения аттестации, необходимой для зачисления в штаты ФСК России. Пограничные войска были выделены в самостоятельный орган исполнительной власти: 30 декабря 1993 года была создана Федеральная пограничная служба Российской Федерации — главное командование Пограничных войск Российской Федерации (ФПС — главкомат), которую возглавил А. И. Николаев.
Преобразование МБ РФ в ФСК России стало последним в истории органов госбезопасности случаем полной реорганизации центрального аппарата органов государственной безопасности. Все последующие преобразования производились постепенно, а переименование ФСК России в нынешнюю Федеральную службу безопасности Российской Федерации в июне 1995 года обошлось вообще без изменений в аппарате и переназначений сотрудников.

## Руководящий состав

### Министр безопасности Российской Федерации
- Баранников Виктор Павлович (24 января 1992 — 27 июля 1993; 22 сентября — 4 октября 1993[14])
- Голушко Николай Михайлович (28 июля — 21 декабря 1993 — и. о., 18 сентября — 21 декабря 1993[15])

### Первые заместители министра безопасности Российской Федерации
- Олейников Анатолий Аввакумович (24 января — 6 июня 1992)
- Голушко Николай Михайлович (15 июня 1992 — 21 декабря 1993; одновременно  с 23 декабря 1992 начальник Штаба Министерства безопасности РФ)
- Степашин Сергей Вадимович (23 сентября — 21 декабря 1993)

### Заместители министра безопасности Российской Федерации
- Быков Андрей Петрович (24 января 1992 — 21 декабря 1993)
- Голушко Николай Михайлович (24 января — 15 июня 1992)
- Савостьянов Евгений Вадимович (24 января 1992 — 21 декабря 1993 г.) — начальник УМБ по городу Москве и Московской области
- Степашин Сергей Вадимович (24 января — 5 октября 1992) — начальник УМБ по городу Ленинграду (Санкт-Петербургу) и Ленинградской области
- Фролов Василий Алексеевич (24 января 1992 — 21 декабря 1993)
- Лисовой Николай Алексеевич (26 марта — 21 декабря 1993)
- Сафонов Анатолий Ефимович (26 марта 1992 — 21 декабря 1993)
- Шляхтин Владимир Иванович (15 июня 1992 —  21 декабря 1993; до 27 июля 1993 одновременно командующий Пограничными войсками)
- Тимофеев Валерий Александрович (2 июля 1992 — 21 декабря 1993)
- Стрелков Александр Александрович (23 декабря 1992 — 21 декабря 1993)
- Николаев Андрей Иванович (6 августа — 21 декабря 1993) — командующий Пограничными войсками

### Члены коллегии
- Калимулин Рафаэль Гумерович (7 февраля 1992 — 9 июня 1993) — председатель КГБ Республики Татарстан
- Кулаков Владимир Григорьевич (7 февраля 1992 — 21 декабря 1993) — начальник УМБ по Воронежской области
- Миронов Виктор Григорьевич (7 февраля 1992 — 9 июня 1993) — начальник УМБ по Омской области
- Мошков Виктор Фёдорович (7 февраля 1992 — 9 июня 1993) — министр безопасности Республики Дагестан
- Тимофеев Валерий Александрович (7 февраля — 2 июля 1992)
- Третьяков Валерий Михайлович (7 февраля 1992 — 21 декабря 1993) — начальник УМБ по Челябинской области
- Пирожняк Виталий Владимирович (7 февраля 1992 — 21 декабря 1993) — начальник УМБ по Хабаровскому краю
- Рак-Рачек Валерий Георгиевич (7 февраля 1992 — 9 июня 1993) — министр безопасности Республики Коми
- Воронцов Евгений Леонидович (19 августа 1992 — 21 декабря 1993) — начальник УМБ по Краснодарскому краю
- Симоненков Александр Васильевич (19 августа 1992 — 21 декабря 1993)
- Шарафетдинов Нуриман Фейзрахманович (19 августа 1992 — 21 декабря 1993)
- Дьяков Сергей Васильевич (9 июня — 21 декабря 1993) — начальник Академии Министерства безопасности РФ
- Латышев Владимир Петрович (9 июня — 21 декабря 1993) — начальник управления контрразведки по Северо-Кавказскому региону
- Наумов Владимир Петрович (9 июня — 21 декабря 1993) — министр безопасности Республики Башкортостан
- Черкесов Виктор Васильевич (9 июня — 21 декабря 1993) — начальник УМБ по г. Санкт-Петербургу и Ленинградской области